# اللورد كارنارفون

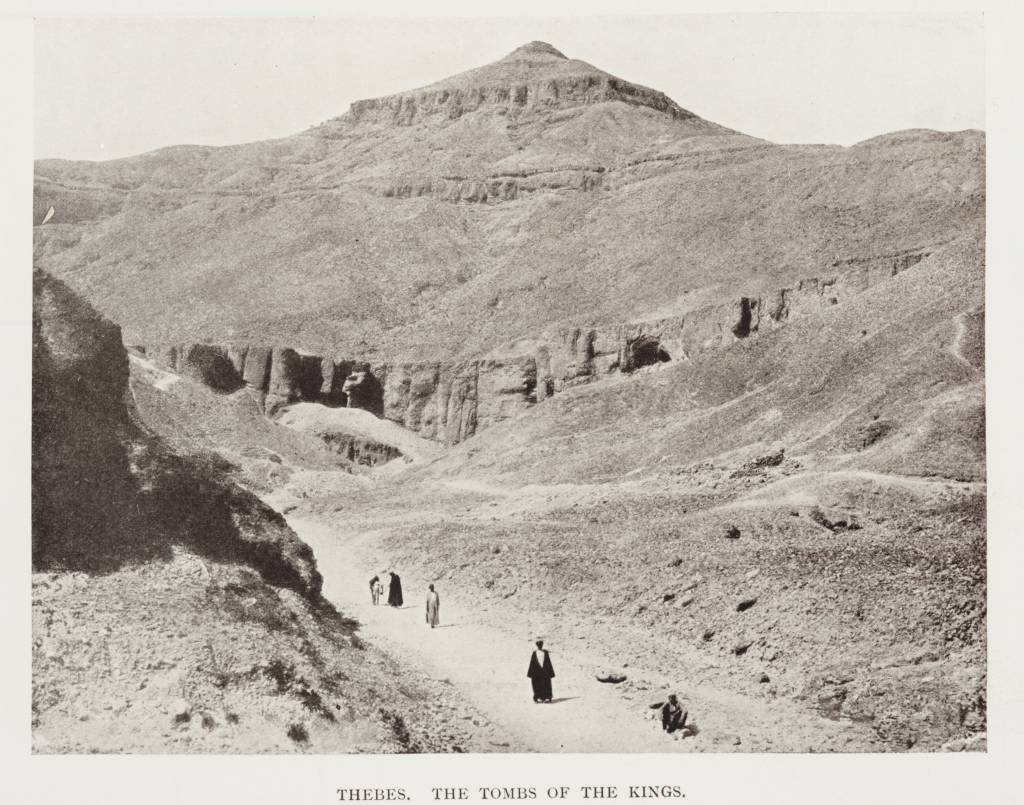
وادي الملوك 1910م

اللورد جورج إدوارد ستانفورد مولينكس هيربرت (26 يونيو 1866 - 5 أبريل 1923) أرستقراطي إنجليزي عُرف بتمويله رحلات البحث وبعثات استكشاف مقبرة توت عنخ آمون في وادي الملوك بطيبة.

## روابط خارجية
- اللورد كارنارفون على موقع الموسوعة البريطانية (الإنجليزية)